# 一向宗
一向宗（いっこうしゅう）とは、
1. 鎌倉時代の浄土宗の僧・一向俊聖が創めた仏教宗派。
2. 江戸幕府によって時宗に強制的に統合され、「時宗一向派」と改称させられた。
3. さらに江戸幕府によって強制的に浄土真宗の公式名称とさせられた。以来、他者が浄土真宗、ことに本願寺教団を指す呼称。

仏教史的な観念からすれば、本来は1.のみが「一向宗」の正しい定義であるとも考えられるが、戦国時代の一向一揆の印象や、江戸幕府によって行われた強制統合（「一向宗」の使用禁止）や強制改名（「一向宗」の使用強要）に伴い、今日では3.のみを指すのが一般的である。この歴史的経緯についてはそれぞれの項を参照。

## 一向俊聖の「一向宗」
鎌倉時代の僧侶・一向俊聖（暦仁2年（1239年）? - 弘安10年（1287年）?、以下「一向」と表記）を祖とする宗派。
一向は筑後国草野家の出身で、はじめは浄土宗鎮西派（西山派という異説もある）の僧侶であった。後に各地を遊行回国し、踊り念仏、天道念佛を修し、道場を設けた。近江国番場蓮華寺にて立ち往生して最期を迎えたという。
以後、同寺を本山として東北、関東、尾張、近江に一向の法流と伝える寺院が分布し、教団を形成するようになった。鎌倉時代末期に書かれた『野守鏡』にはこの教団を一向宗と呼んで、後世の浄土真宗とは全く無関係の宗派として存在している事が記録されている。
一向と一遍房智真は同時期の人物であり、ともに遊行や踊り念仏を行儀とする念仏勧進聖であることから、一向の「一向宗」は一遍の「時衆」と混同されるようになっていく。『天狗草子』に記された「一向宗」は、一遍の衆を指したものである（一向俊聖の項を参考）。たしかに一向も一遍と同様に浄土宗の影響を受けて自己の教義を確立させたものであるが、全く別箇に教団を開いたものである。また、一遍と違い一向の教えは踊り念仏を行うとはいえ、念仏そのものに特別な宗教的意義を見出す事は少なかったとされている。ところが時代が降るにつれ、一向の教えが同じ踊り念仏の一遍の教えと混同され、更に親鸞の興した浄土真宗とも混ざり合うという現象が見られるようになる。特に一向の教義が早い段階で流入していた北陸地方ではその傾向が顕著であった。
浄土真宗本願寺八世の蓮如が北陸地方に活動の場を求めた時に、布教の対象としたのはこうした一向や一遍の影響を受けて同じ浄土教の土壌を有した僧侶や信者であり、蓮如はこれを「一向衆」（「一向宗」ではない）と呼んだ。蓮如布教時に、一向宗や時宗が支配層との結びつきを強め、民衆から離れ、一向宗の民衆が蓮如教団になびいた結果、一向宗と呼ばれるにふさわしかったともいわれる。本願寺及び蓮如の北陸における成功の背景にはこうした近似した宗教的価値観を持った「一向衆」の存在が大きいわけであるが、同時に蓮如はこれによって親鸞の教えが歪められてしまう事を恐れた。さらに別の事由から他宗派より「一向宗」と呼称されていたこと（後述）も彼の憂慮を深めた。文明5年（1473年）に蓮如によって書かれた『帖外御文』において「夫一向宗と云、時衆方之名なり、一遍・一向是也。其源とは江州ばんばの道場是則一向宗なり」とし、一向宗が一向の教団でもあることを明記して本願寺の門徒で一向宗の名前を使ったものは破門するとまで書かれているものの、ここでも一遍と一向の宗派が混同されている。
江戸時代に入ると、江戸幕府は本末制度の徹底を図り、系譜を異にするさまざまな念仏勧進聖が、清浄光寺を総本山とする単一宗派「時宗」の管轄下に編成された。この際、一向の流派は独立した宗派とは認められず、「一向宗」の呼称を用いる事も禁じられた。『時宗要略譜』によると、時宗十二派のうち、一向派と天童派が一向の法脈を受け継ぐものとされている。一向派（かつての一向の一向宗）は再三にわたり時宗からの独立を求めたが実らなかった。
明治時代になって、中期に一向派から独立転宗を唱える者が出現し、一向派は浄土宗宗務院に「所轄帰入願」を、時宗教務院に「時宗一向派独立認可願」を提出した。しかし一向派の独立・転宗を認めてしまうと、明治以降衰退著しく、時宗寺院が少ない上に、さらに減少することになるので、時宗当局は、これを認めようとしなかった。
大半の寺院が時宗を離れ、一向の母体であった浄土宗に帰属するようになったのは、昭和時代に入った1943年の事であった。

### ゆかりの寺院
- 番場蓮華寺（滋賀県米原市）
- 佛向寺（山形県天童市）：現在でも踊躍念仏を伝える。

## 浄土真宗の「一向宗」
浄土真宗、ことに本願寺教団を指す呼称。教団自身はこの名を自称しなかったので注意が必要である。
「一向」とは「ひたすら」「一筋」という意味であり、「一つに専念すること」を意味している。『仏説無量寿経』に「一向専念無量寿仏」と記されていることから、とくに阿弥陀仏の名号を称えることと解釈され、親鸞を宗祖とする教団（本項では「真宗教団」とする）を他の宗派から指す呼称となった。とくに浄土宗は、親鸞の教団が「浄土真宗」と自称することを嫌い、「一向宗」の称を用いた。
したがって「一向宗」は真宗教団の門徒から見て正しい呼称ではなく、また一向俊聖の「一向宗」と混同される事から望ましい呼び方でもなかった。だが、中世において同じ念仏を唱える浄土教系宗派であった両派が混同され、更に時衆などとも漠然と同一のものとして捉えられるようになっていった。蓮如は前述のように「他宗派の者が（勘違いして）一向宗と呼ぶのは仕方ないが、我々浄土真宗の門徒が一向宗を自称してはいけない」という主旨の発言をして違反者を破門するとまで述べているが、逆に言えばこれは、真宗教団の門徒ですら「一向宗」を自称する者がいた事を意味する。
こうした指導により、教団内部では「一向宗」の語は正式に使われることはなくなり、「浄土真宗」または「真宗」と称するようになった。しかし、門徒たちを中心とする一揆が「一向一揆」と呼ばれるなど、真宗教団のことを教団外から「一向宗」と呼ぶ風潮が収まることはなかった。
江戸幕府は、真宗教団を指す名称として「一向宗」を公式に用い続けた。この経緯としては、徳川家康が三河一向一揆により家中統制で苦しめられたこと、徳川将軍家が（真宗教団が「浄土真宗」を称することを望まない）浄土宗を信仰していることが挙げられる。これに対して、真宗教団側は本願寺の分裂などの影響があり、長らく具体的な対応が取られることがなかった。

### 宗名論争
安永3年（1774年）、西本願寺と東本願寺は一致して幕府に対して「浄土真宗」のみを公式名称とするように求める意見書を提出し、真宗仏光寺派・真宗高田派など非本願寺系真宗各派もこれに呼応した。
寺社奉行松平忠順は、徳川将軍家の菩提寺である寛永寺（天台宗）と増上寺（浄土宗）に意見書に対する見解を求めた。寛永寺は他宗の問題である事を理由に宗派に任せる姿勢を見せたのに対して（事実上の容認）、増上寺は激怒した。増上寺は法然の直系である浄土宗こそが「真の浄土宗」であり、異端である一向宗が「真」の字を用いる事をむしろ禁じるべきであると回答した。
浄土宗側の主張は根拠のないことではない。親鸞は『高僧和讃』において「智慧光のちからより、本師源空（法然）あらはれて、浄土真宗ひらきつゝ、選択本願のべたまふ」と著しており、師である法然を真の浄土宗の指導者としてその教えを「浄土真宗」と評した。親鸞は自らを法然の継承者として「真実之教浄土真宗」（『教行信証』）と述べている。現在浄土宗とは別の宗派であると主張する親鸞の門徒（真宗教団）が「浄土真宗」を採用するのは不当であると浄土宗側は主張したのである（なお、蓮如が「浄土真宗」を公式の名とするように説いた半世紀前の正長元年（1428年）に後小松天皇が金戒光明寺山門に「浄土真宗最初門」の勅額を掲げさせている）。
翌年松平忠順が寺社奉行を辞任し、太田資愛が後任となった。太田資愛は老中田沼意次と協議し、増上寺をはじめとする浄土宗寺院の幕府への貢献が格別であるとして浄土宗の主張を受け入れ、真宗教団の宗派名を正式に「一向宗」とする事を決定した。これに対して真宗教団各派は激しく抗議したため、その後審議のやり直しを決定したものの、実際には単なる先送りに他ならなかった。
その間に増上寺は浄土宗各派に対して「浄土真宗」の名称を用いる事が出来るのは浄土宗寺院だけであるという見解を出し、増上寺に「浄土真宗」の額を掲げるなどの圧迫を加えた。真宗側は追い詰められ、天明8年（1788年）には上洛の帰途箱根山を通過した老中松平定信に対して浅草本願寺の僧が直訴する騒ぎとなった。
これに苦慮した定信は、寛永寺の輪王寺宮公延入道親王に仲裁を願い出た。公延は翌寛政元年（1789年）に仲裁案を出したが、それは「3万日」の間寛永寺でこの問題を預かりその後に改めて議論するというものであり、真宗側もこれに従わざるを得なかった。これを「宗名論争（しゅうめいろんそう）」という。以後、真宗教団はあくまでも「一向宗」の呼称を拒否して門徒宗（もんとしゅう）などの言い換えを行った。
明治政府が成立すると、神道国教化の過程で仏教統制の必要性を感じた新政府は、真宗教団に対して「浄土真宗」・「門徒宗」など「一向宗」以外の呼称を改めて禁じようとした。ところが廃仏毀釈の問題も相俟って真宗教団側の猛反発を買った。
真宗教団側ではこの裁定を下した江戸幕府が滅亡したこと、そして何よりも既に約束の「3万日」が到来していることを理由に、改めて「浄土真宗」の呼称を認めるように迫った。明治5年（1872年）、明治政府は浄土宗の手前「浄土真宗」を認めることはできないが、略称の「真宗」であれば認めるとする見解を出した。これに従い、真宗教団の寺院は以後「真宗」を公式名称とする。
国家による宗教統制が解かれた第二次世界大戦後、西本願寺を長とする浄土真宗本願寺は浄土真宗本願寺派と正式に名乗るようになった。本願寺派以外の9つの真宗系宗派は、現在もそれぞれ「真宗○○派」の呼称を用いている。